# Mong Kok Stadium
Le Mong Kok Stadium (en chinois : 旺角大球場) est un stade omnisports hongkongais situé à Mong Kok, quartier de Kowloon à Hong Kong. Il est principalement destiné à la pratique du football et du rugby à XV.
Le stade, doté de 6 664 places et inauguré en 1961, sert d'enceinte à domicile pour l'équipe de football du Kitchee SC.

## Histoire
Le stade est appelé à ses débuts le Army Sports Ground avant que la gestion ne soit récupérée par le Conseil urbain en 1961. Le stade change alors de nom pour s'appeler le Municipal Stadium, et ce jusqu'en 1973.

## Installations
- Terrain avec herbe naturelle avec des projecteurs de 1 200 lux[1]
- Tableau d'affichage en couleur LED (9,28 x 5,76 m)[1].
- 6 600 places assises[2] (1 666 places assises par tribune)
- 127 places assises VIP[2]
- 42 places pour handicapés[1]
- 1 loge VIP (pour 32 personnes)[1]
- Tour de contrôle de police
- Tour de diffusion
- 27 places de parrking
- 12 toilettes publiques[1]
- 8 toilettes pour handicapés[1]
- 8 tourniquets d'entrée/guichets d'entrée[1]
- 4 vestiaires
- 2 vestiaires pour les arbitres
- Restaurant de type fast-food
- Salle de presse
- Salle de soins pour bébés[1]
- Salle antidopage[1]

## Transports
Le stade se situe à environ 10 minutes à pied des stations de métro Prince Edward sur la Tsuen Wan Line et la Kwun Tong Line, ainsi que Mong Kok East sur la East Rail Line.

## Galerie

### Avant rénovations

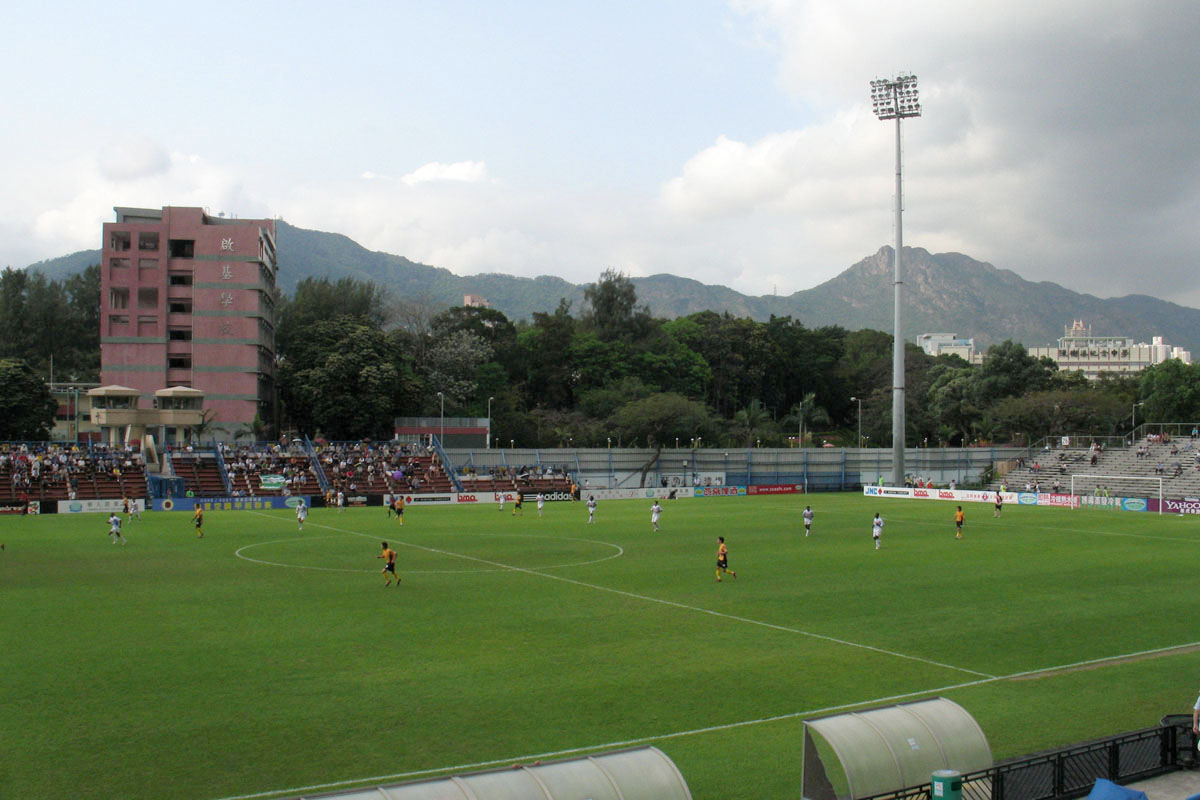
Vue du stade durant un match
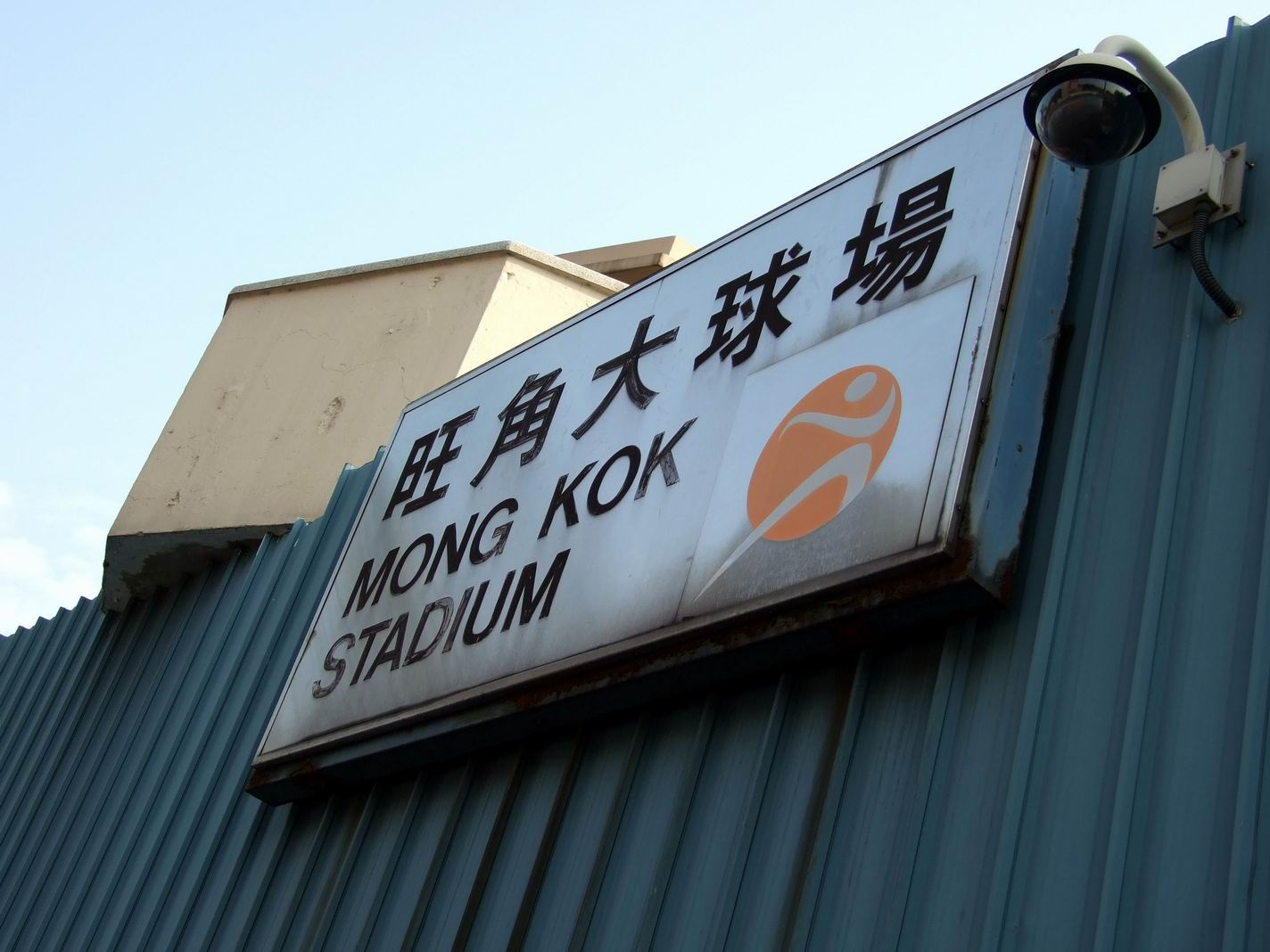
Logo du stade
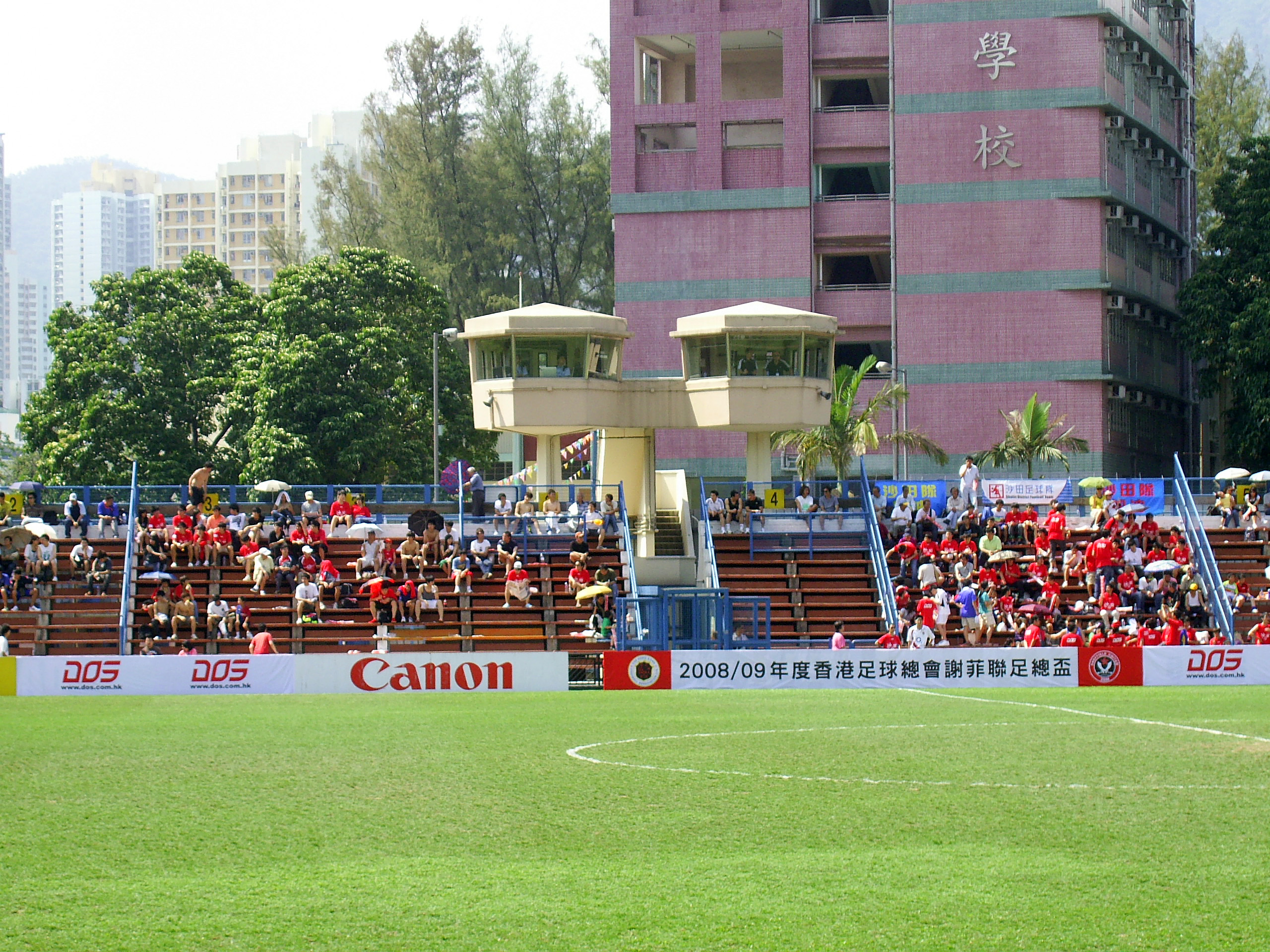
Tour de la police et tour d'enregistrement vidéo
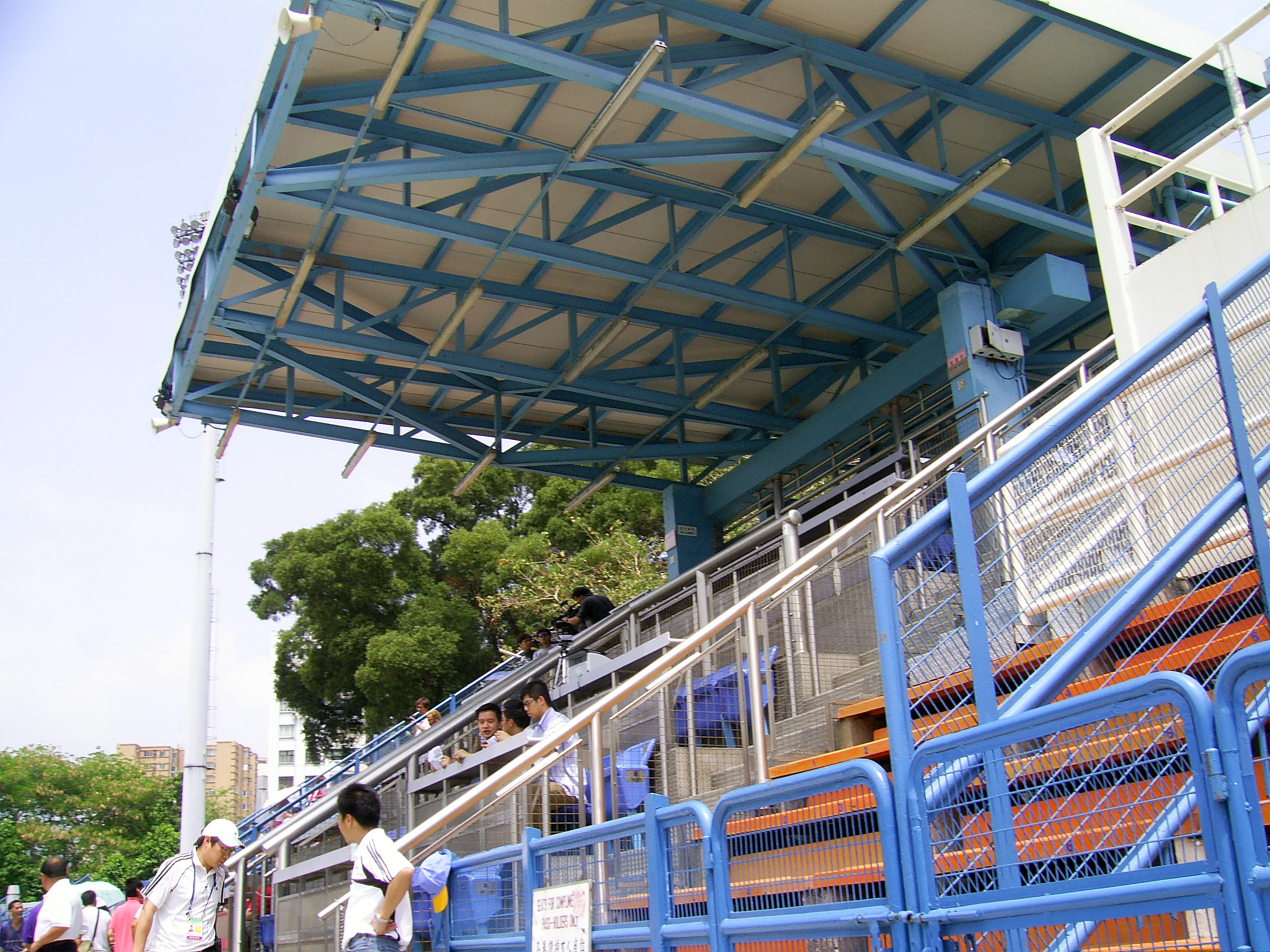
Loges VIP
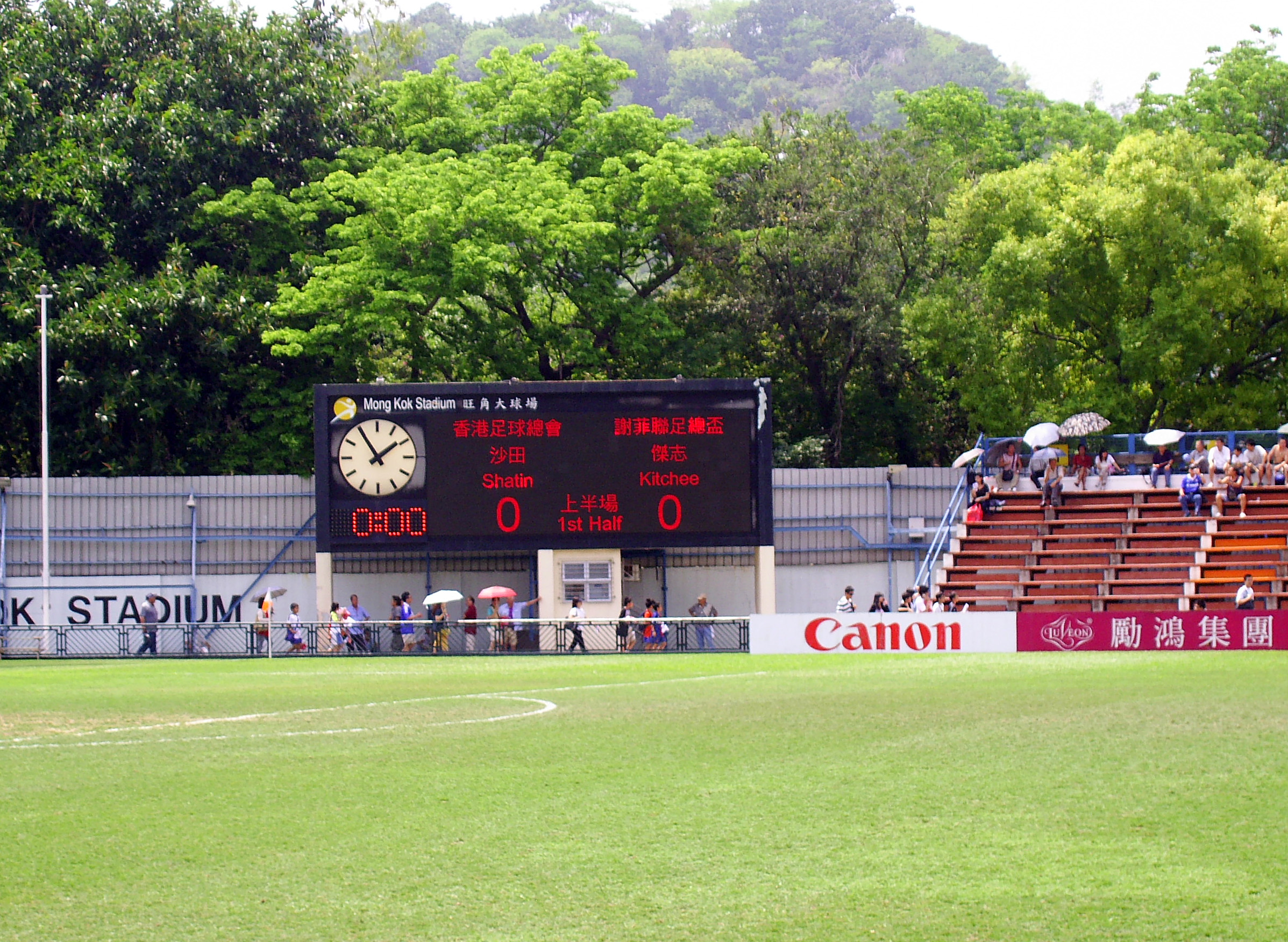
Écran du tableau d'affichage
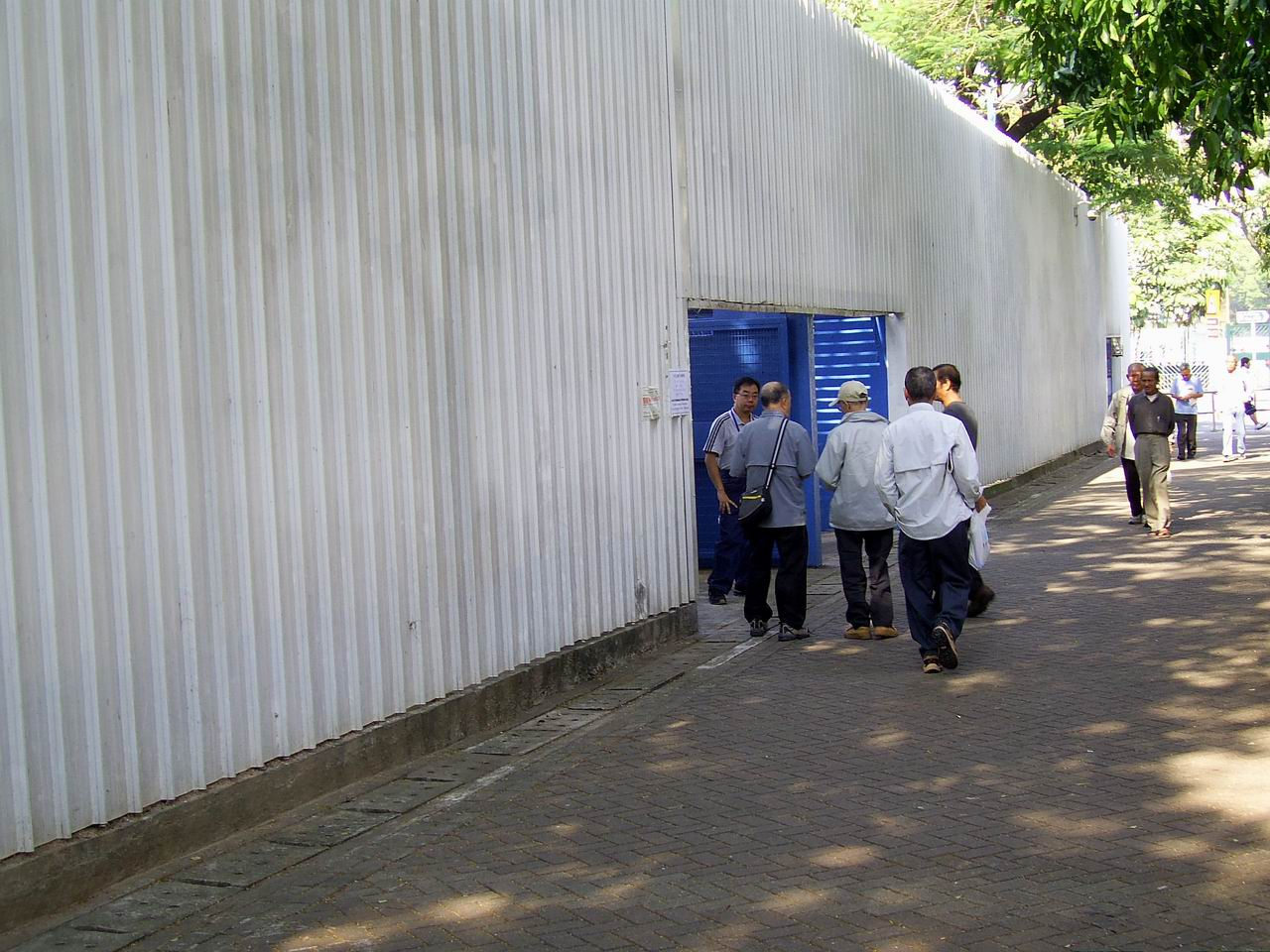
Entrée du Bird Garden
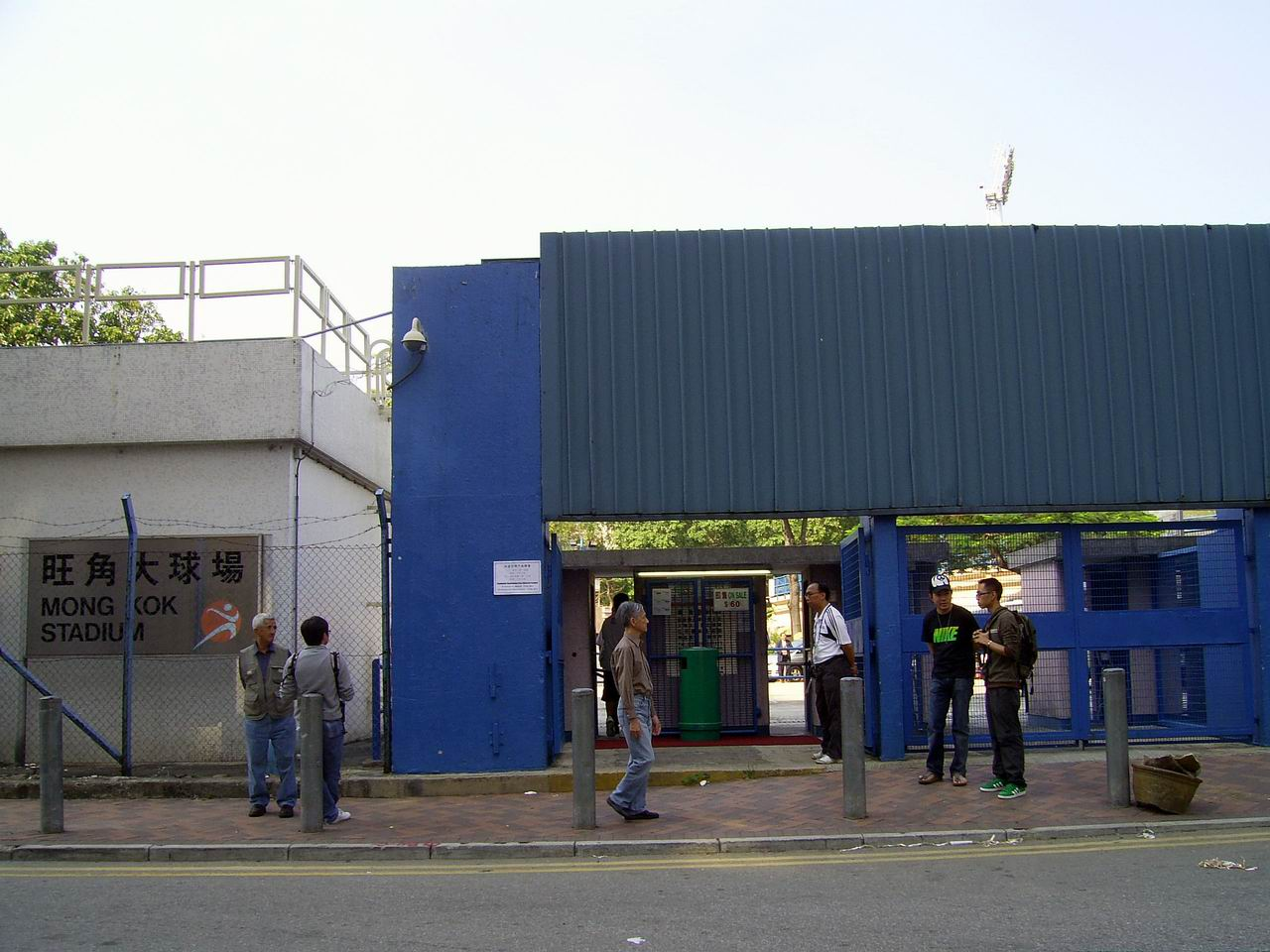
Entrée du Flower Market Road
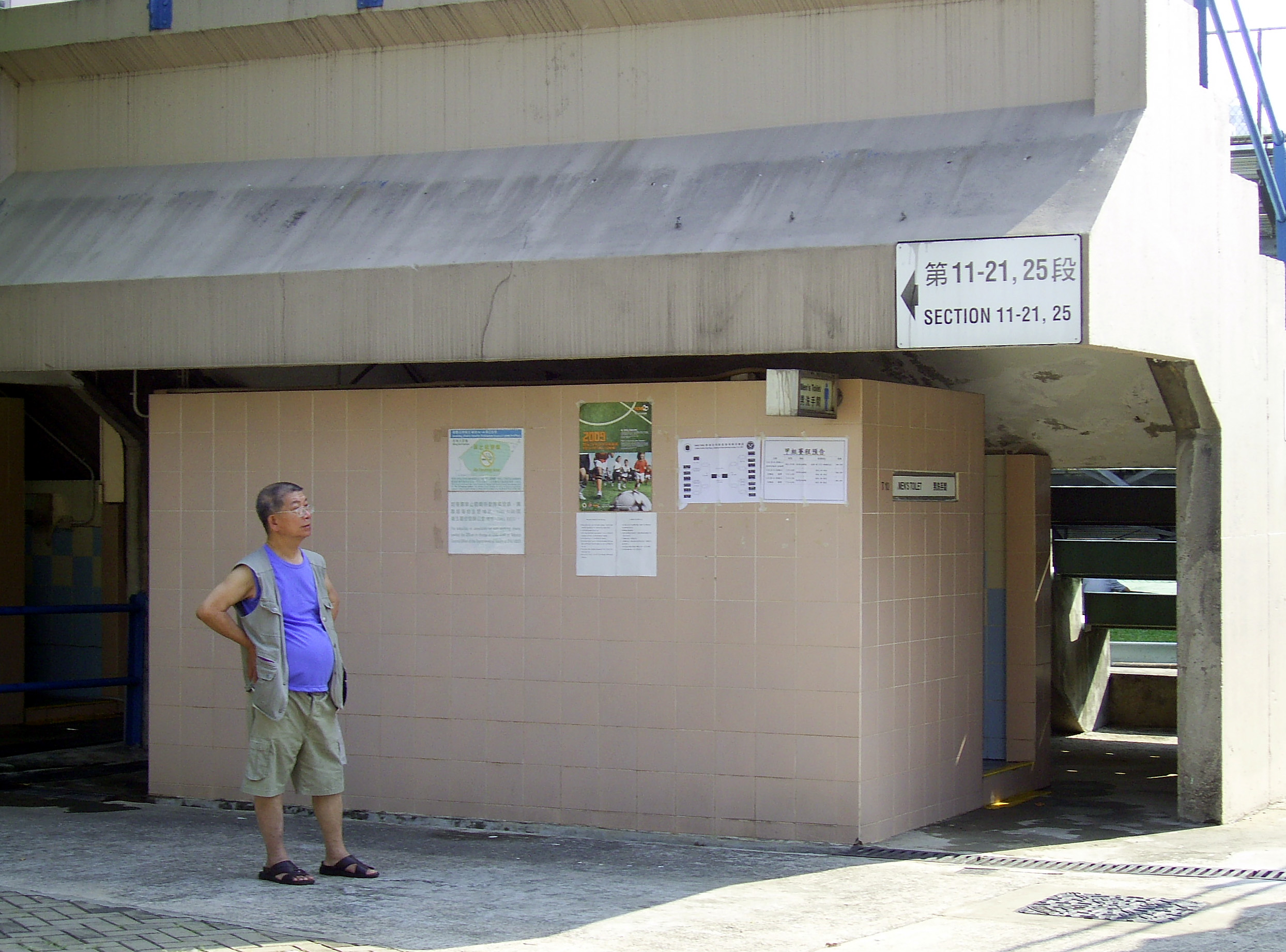
Toilettes du stade
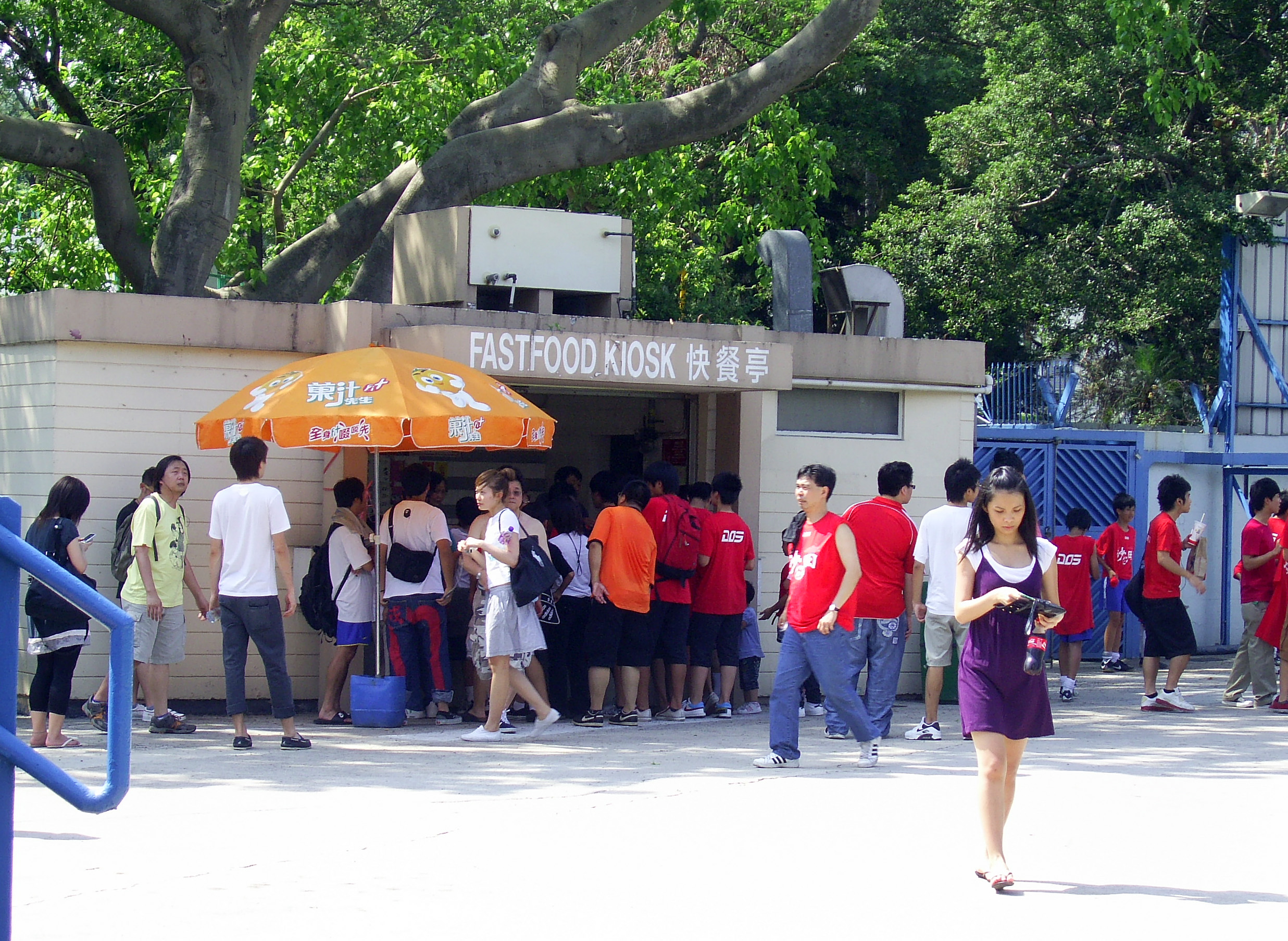
Fast Food du stade

### Après rénovations

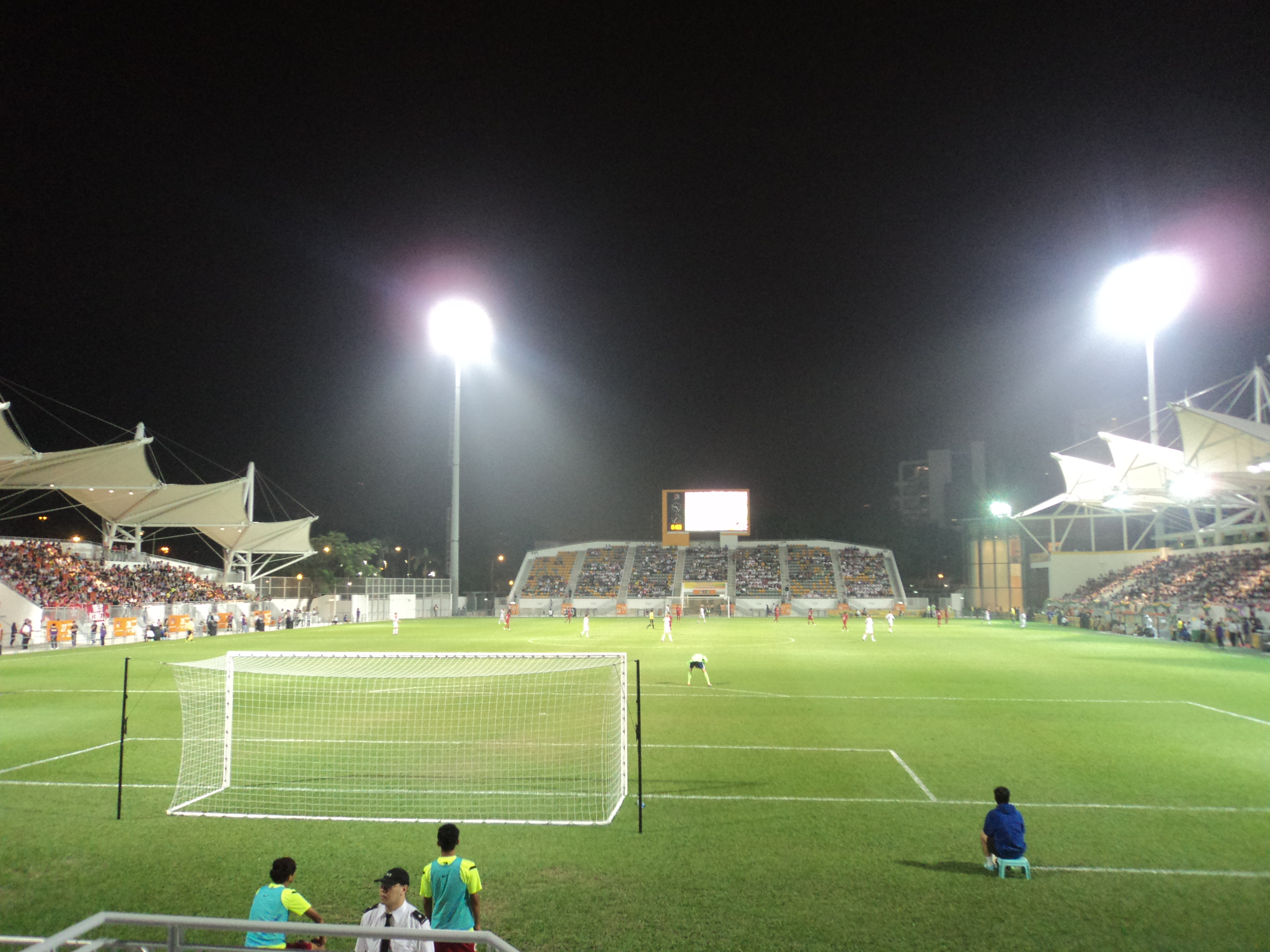
Vue du stade durant un match
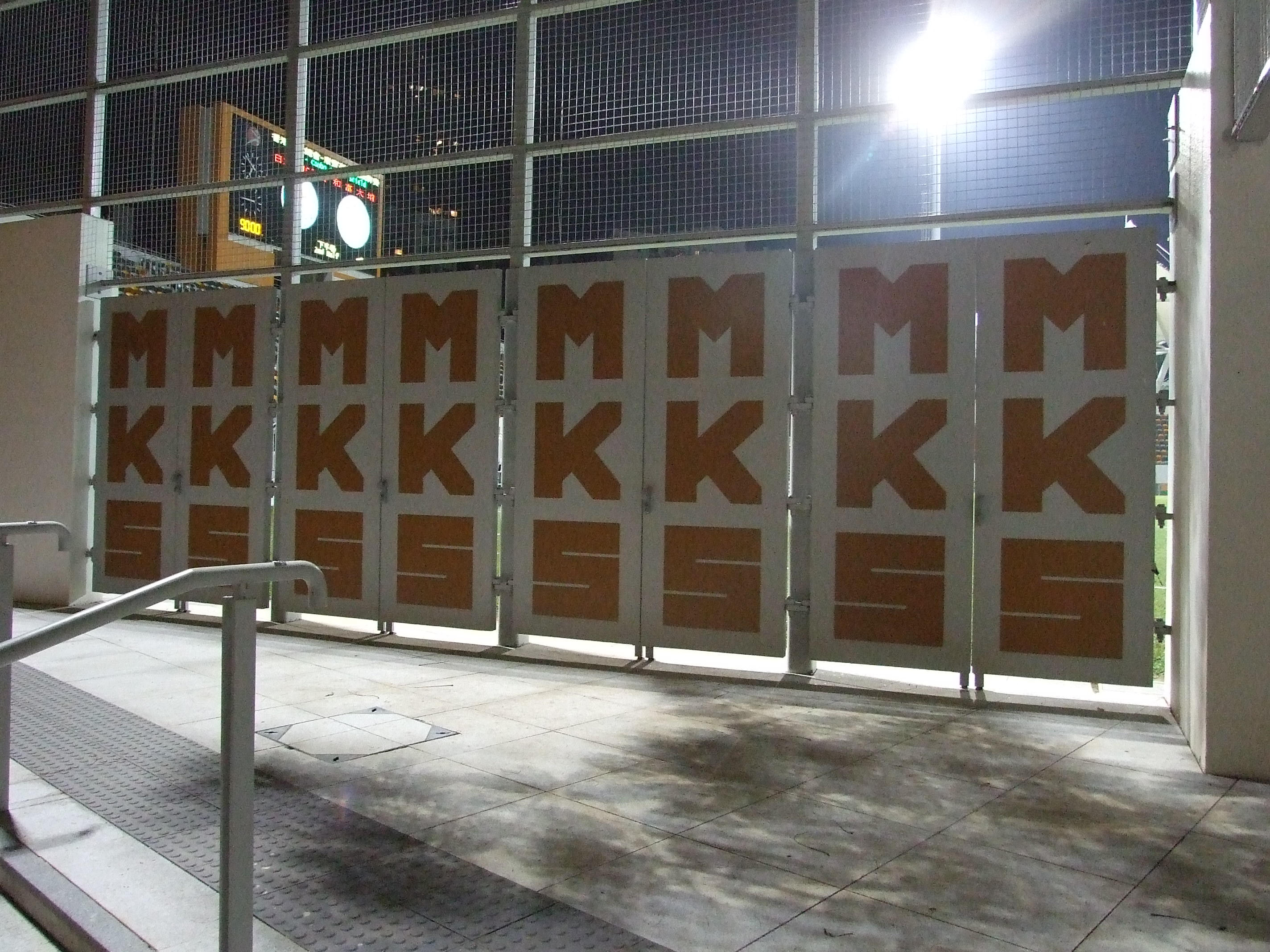
Logo du stade
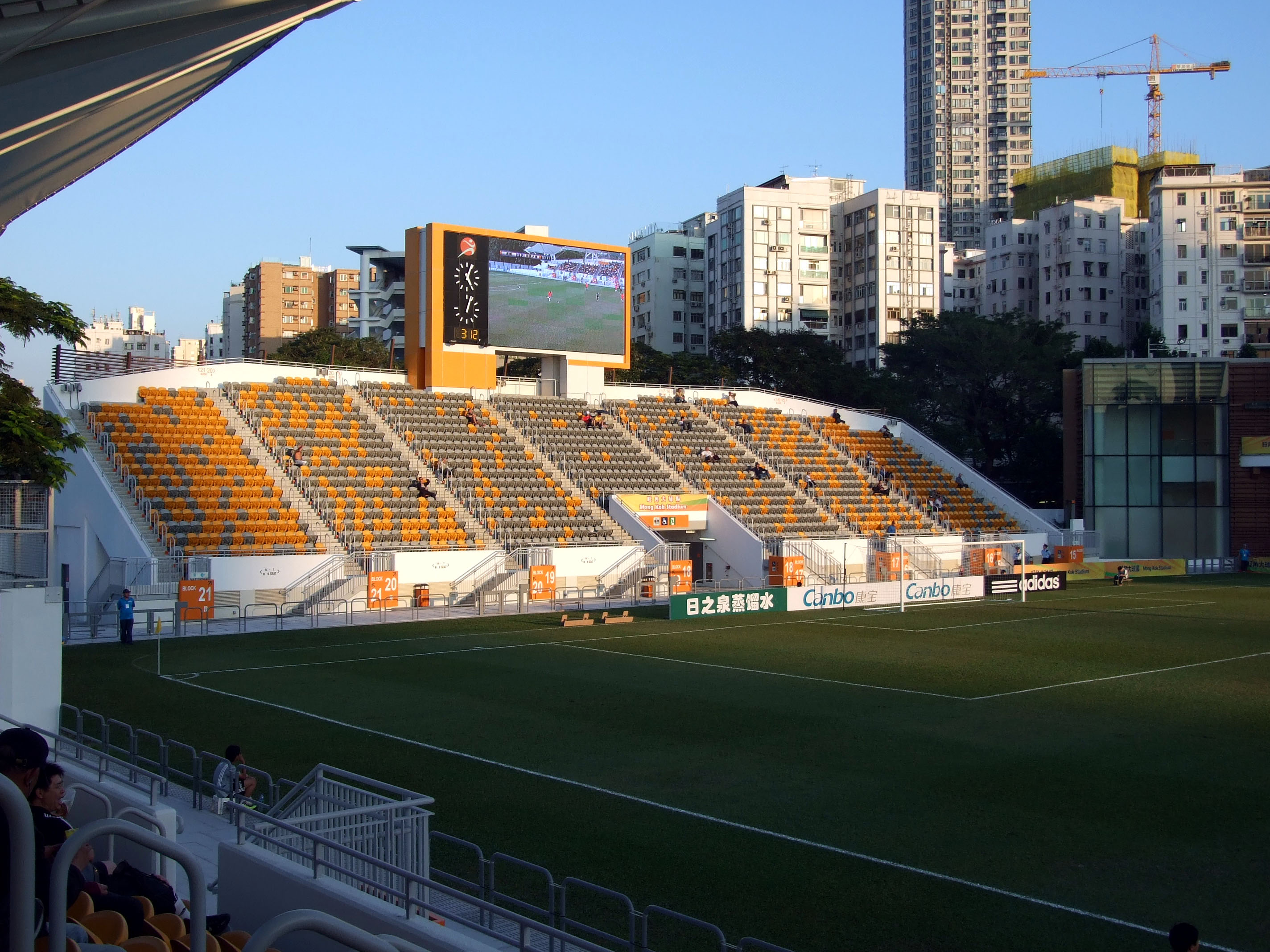
Virage et écran du tableau d'affichage
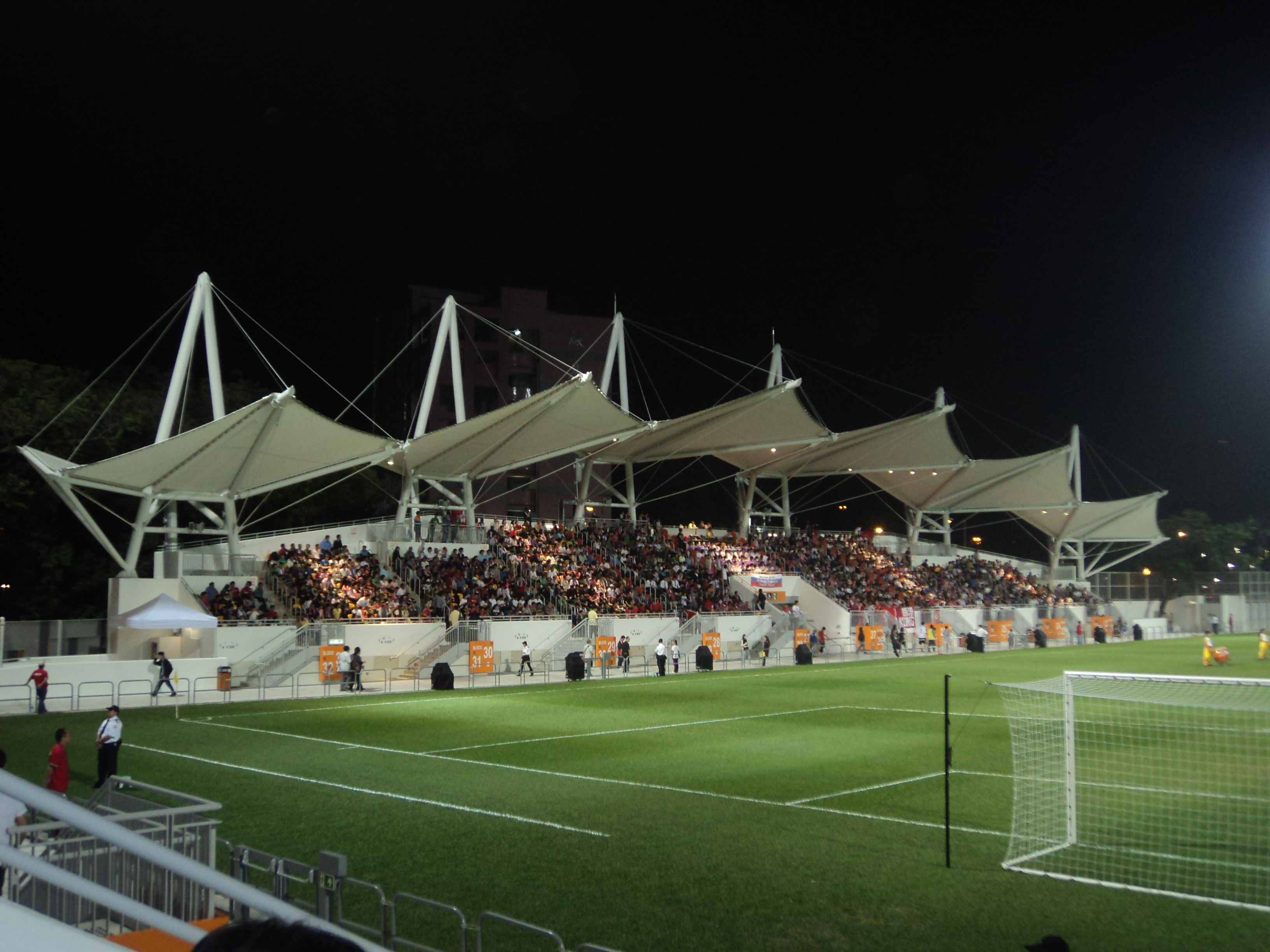
Tribune principale
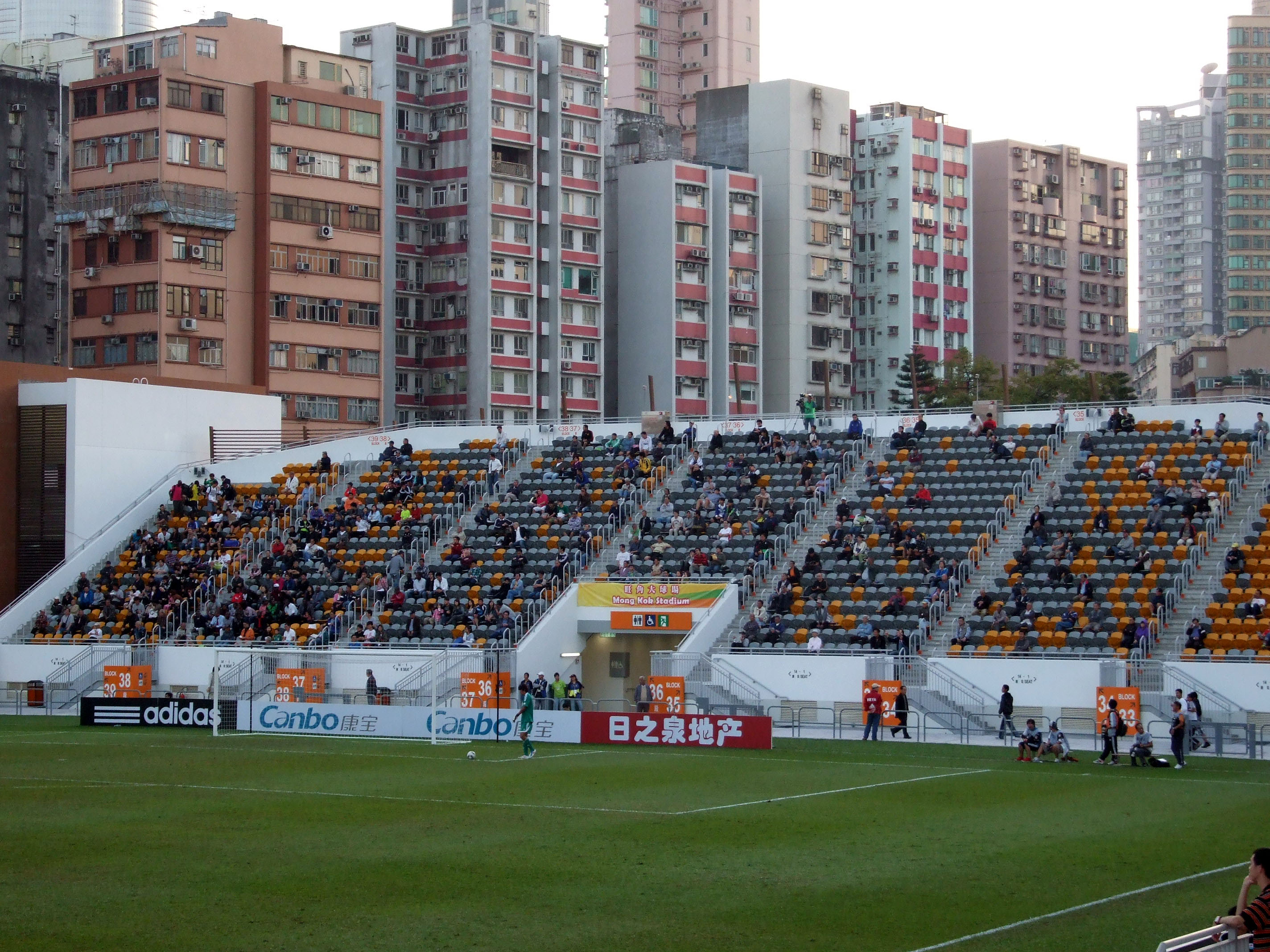
Tribune opposée
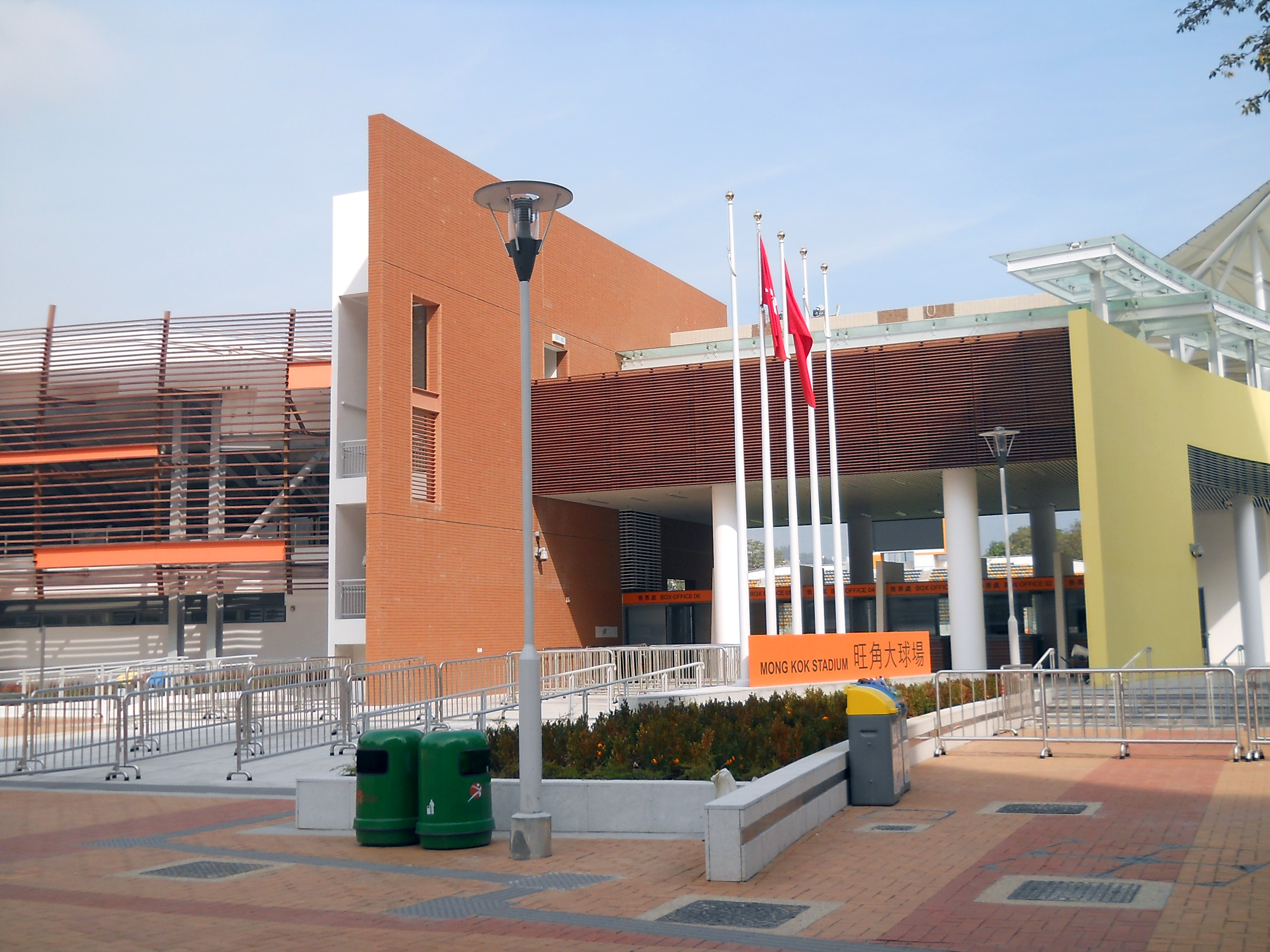
Entrée du Flower Market Road